# Anna Valle

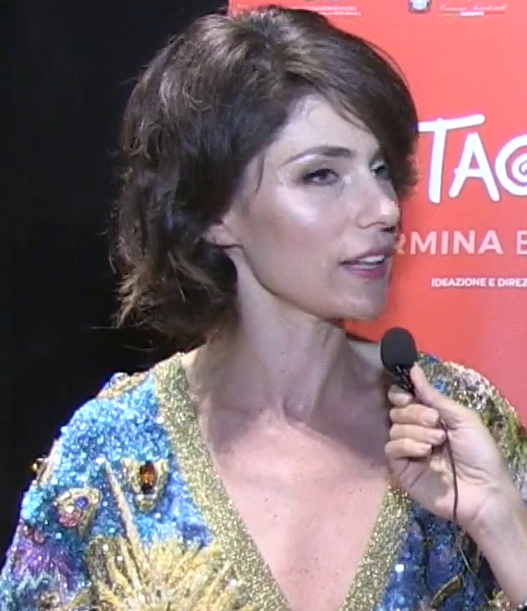
Anna Valle (2018)

Anna Valle (* 19. Juni 1975 in Rom) ist ein italienisches Model und Schauspielerin.
Sie wurde zwar in Rom geboren lebte aber dann in  Ladispoli und später in Carlentini. Nach ihrem Schulabschluss begann sie zunächst Jura an der Universität von Catania zu studieren. Sie nahm an Schönheitswettbewerben teil und wurde Miss Sizilien und  Miss Italien im Jahr 1995. Sie gab ihr Studium auf und kam zum Fernsehen. 1995 wirkte sie in London in einem Video des Sängers Gianni Morandi mit. 1996 nahm sie dann noch an den Wahlen der Miss Universum in Las Vegas und der Miss Europa in Tirana teil.
Danach präsentierte sie sich im italienischen Fernsehen und war auch als Schauspielerin tätig.

## Familie
Sie lebte in Vicenza und ist verheiratet und hat zwei Kinder.

## Filmografie
- 1996: Le due bamboline rosse (Kurzfilm)
- 1998: Le faremo tanto male
- 1999: Commesse (Fernsehserie, drei Folgen)
- 1999: Tutti per uno (Fernsehfilm)
- 2000: Giochi pericolosi (Fernsehfilm)
- 2000: Mein Partner auf vier Pfoten (Turbo, Fernsehserie)
- 2000–2001: Aeon – Countdown im All (Miniserie, drei Folgen)
- 2001: Sottovento!
- 2001: Cuore (Miniserie)
- 2001: La memoria e il perdono (Fernsehfilm)
- 2002: Per amore (Fernsehfilm)
- 2002: Ein Leben für den Frieden – Papst Johannes XXIII. (Papa Giovanni – Ioannes XXIII)
- 2003: Soraya (Fernsehfilm)
- 2003: Mein Vater, der Kaiser (Imperium – Augustus, Fernsehfilm)
- 2004: Le stagioni del cuore (Fernsehserie)
- 2005: Callas e Onassis (Fernsehfilm)
- 2007: SoloMetro
- 2007: Era mio fratello (Fernsehfilm)
- 2008: Fuga per la libertà – L’aviatore (Fernsehfilm)
- 2008: Misstake
- 2008: Carnera: The Walking Mountain
- 2009: Nebbie e delitti (Fernsehserie, drei Folgen)
- 2011: Atelier Fontana – Le sorelle della moda (Fernsehfilm)
- 2012: Questo nostro amore (Fernsehserie, sechs Folgen)
- 2012: Barabbas (Fernsehfilm)
- 2013: Mr. Ignis (Fernsehserie)
- 2019–2021: La compagnia del cigno (Fernsehserie, 24 Folgen)
- 2020: Vite in fuga (Fernsehserie)